# L'astronave fantasma (film)
L'astronave fantasma (宇宙快速船?, Uchū Kaisokusen, "Ipernave spaziale") è un film del 1961 diretto da Kôji Ohta.
La versione giunta in Italia, distribuita nel 1971, fu probabilmente rimontata dai distributori e ribattezza il regista e i protagonisti con nomi americanizzati (Terence Marvin Jr., Peter Conway, Thomas Lee, Deborah Scott), utilizzati nello stesso periodo per altre pellicole giapponesi di genere.
Negli Stati Uniti il film venne distribuito col titolo Invasion of the Neptune Men.
La pellicola fu montata con spezzoni di altri film e sequenze di documentari della seconda guerra mondiale.

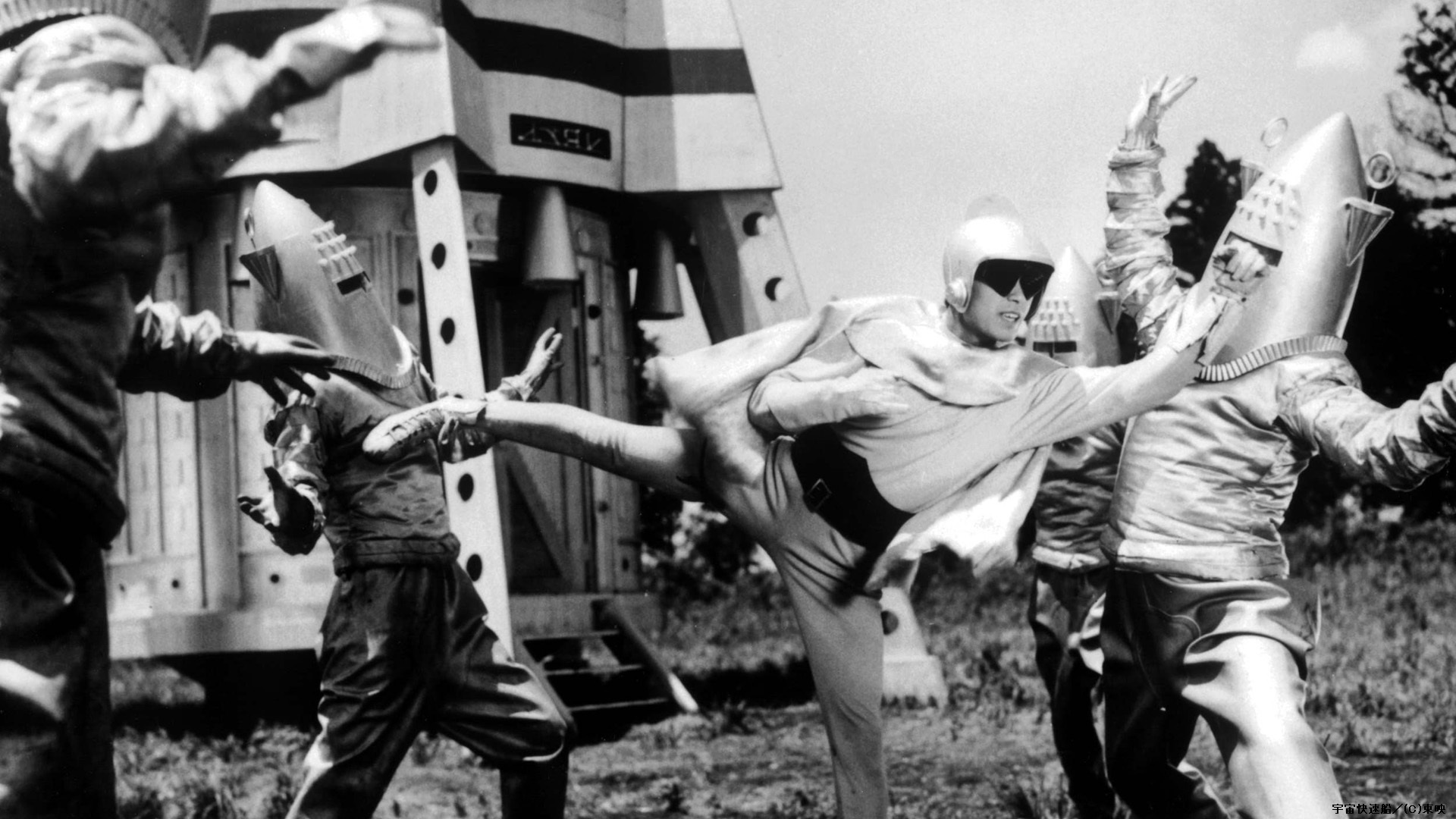
Sonny Chiba come Iron Sharp combatte gli alieni.

## Trama
Un'astronave aliena proveniente dal pianeta Nettuno tenta più volte l'assalto al pianeta Terra, devastando parte delle città ma dovranno scontrandosi con la nuova tecnologia terrestre e un temibile avversario chiamato da dei ragazzi "l'Insuperabile". I nettuniani verranno sbaragliati da un attacco di missili nucleari.

## Personaggi
- Sonny Chiba come scienziato Shinichi Tachibana / Iron Sharp (l'Insuperabile nella versione italiana)
- Kappei Matsumoto come Dr. Tanigawa
- Ryuko Minakami come Yōko (La figlia di Tanigawa)
- Shinjiro Ebara come scienziato Yanagida
- Mitsue Komiya come scienziato Saitō